# Heteroconger hassi
A Heteroconger hassi a sugarasúszójú halak (Actinopterygii) osztályának angolnaalakúak (Anguilliformes) rendjébe, ezen belül a tengeri angolnafélék (Congridae) családjába tartozó faj.

## Előfordulása
A Heteroconger hassi előfordulási területe a Csendes-óceánban, valamint az Indiai-óceánban és a Vörös-tengerben van. Elterjedése Kelet-Afrikától kezdve, egészen a Társaság-szigetekig tart. A határt északon a Rjúkjú- és az Ogaszavara-szigetek alkotják. Jelentős állományai vannak Ausztrália északnyugati része és Új-Kaledónia között is, valamint Mikronézia egész területén is.

## Megjelenése
Ez a hal legfeljebb 40 centiméter hosszú. 163-177 csigolyája van. Habár a különböző példányok változó foltozásúak, a fajra jellemző két nagy, fekete folt mindegyik Heteroconger hassinál jelen van. A henger alakú test átmérője, általában 1,4 centiméter. A mellúszói csökevényesek. A farok alatti úszó az 59. vagy 66. csigolya tájékán van.

## Életmódja
Trópusi, tengeri halfaj, amely a korallzátonyok közelében él, általában 5-50 méteres mélységben. Nem vándorol; életét a homokba vájt üregében éli le. Fajtársaival hatalmas, több száz fős kolóniákat alkot.

## Felhasználása
Ezt a tengeri angolnát főleg a városi akváriumoknak fogják be.

## Névadás
Hans Hass osztrák zoológus és tengerkutató írja a magyarul is megjelent könyvében, hogy a könyvben képen is bemutatott fajt egyik expedíciójuk során fedezte fel az expedíció szakértője, és eredetileg Xarifania hassi nevet kapta részben az ő, részben pedig Xarifania, a hajójuk tiszteletére.

## Képek

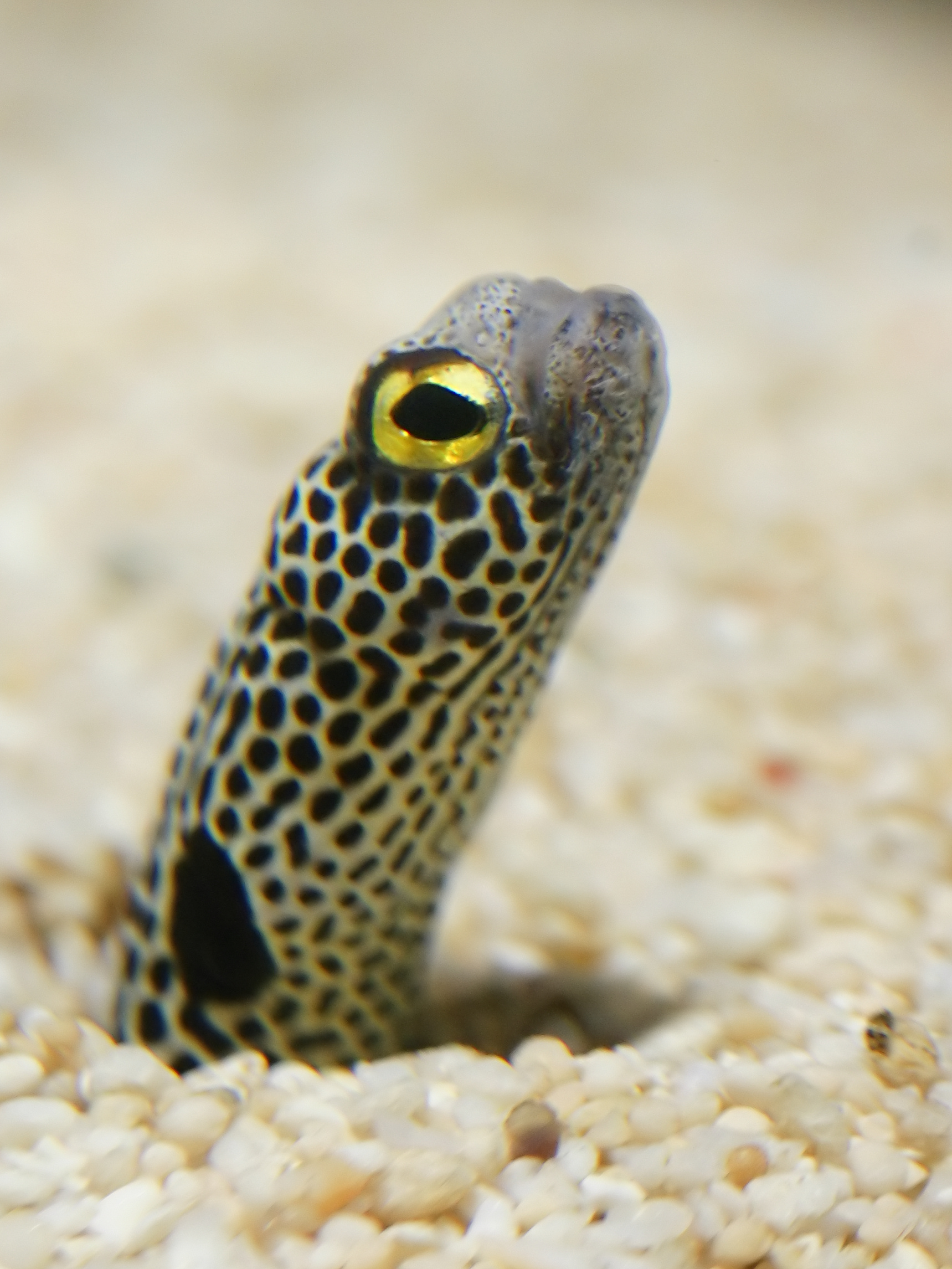
Portré
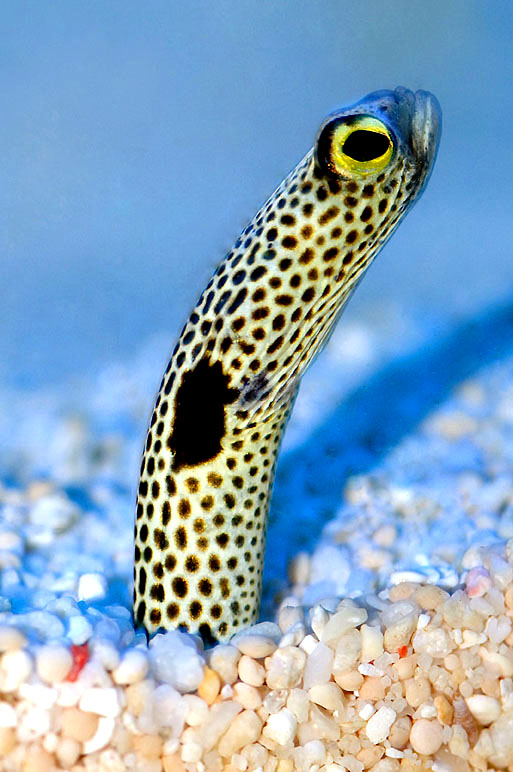
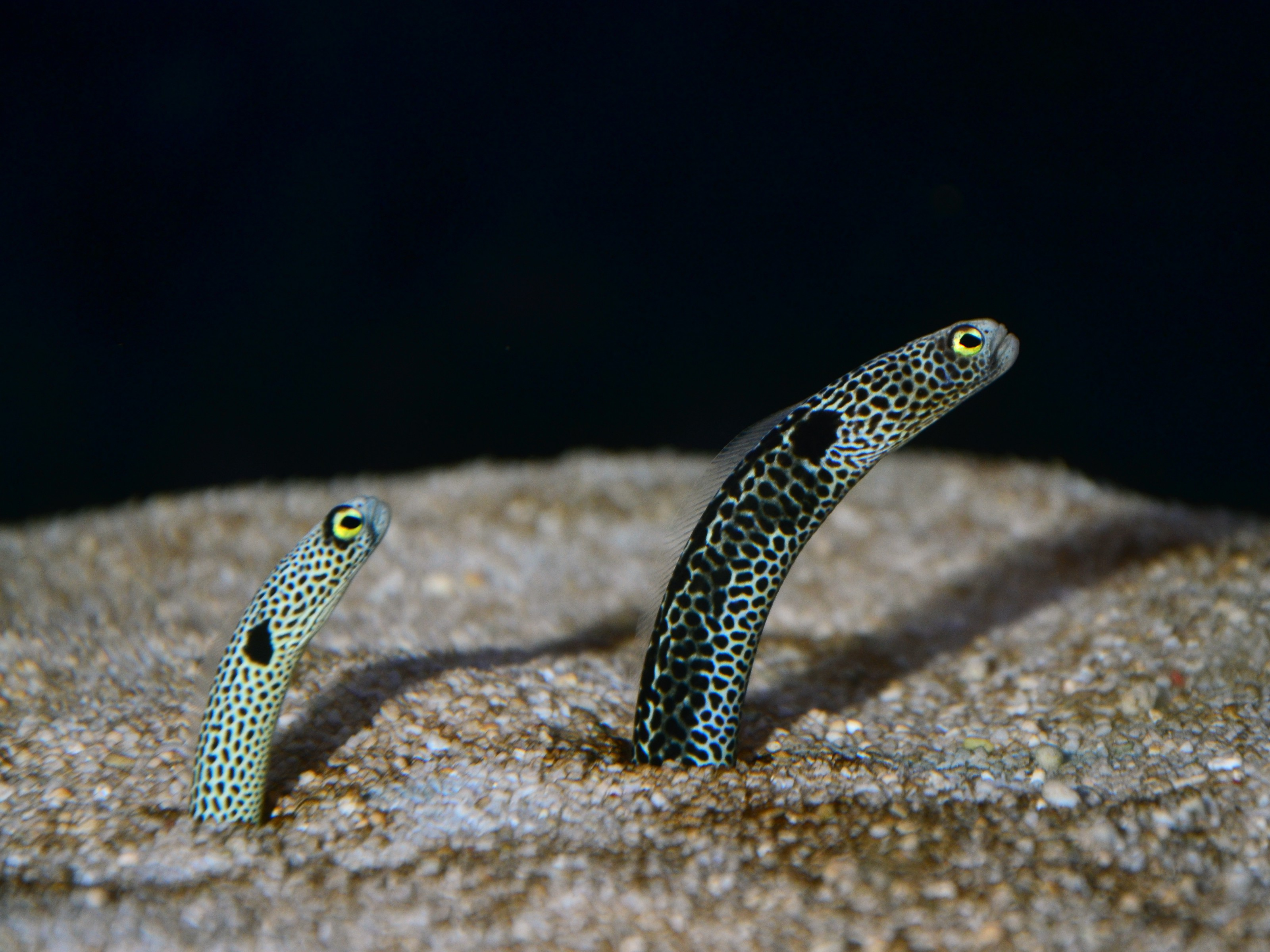
A különböző példányok, változó foltozásúak
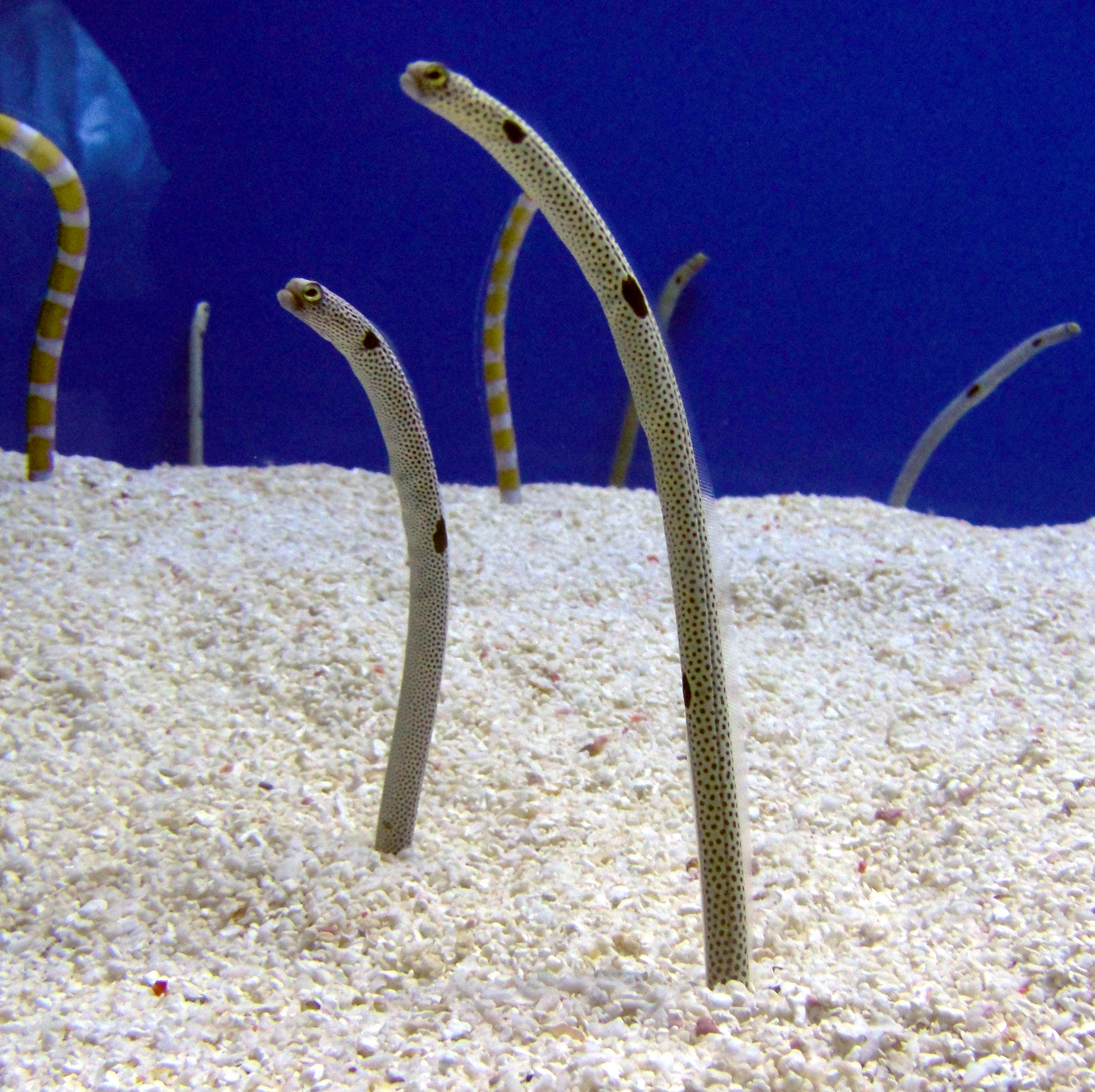
Tengerifűnek akarnak kinézni
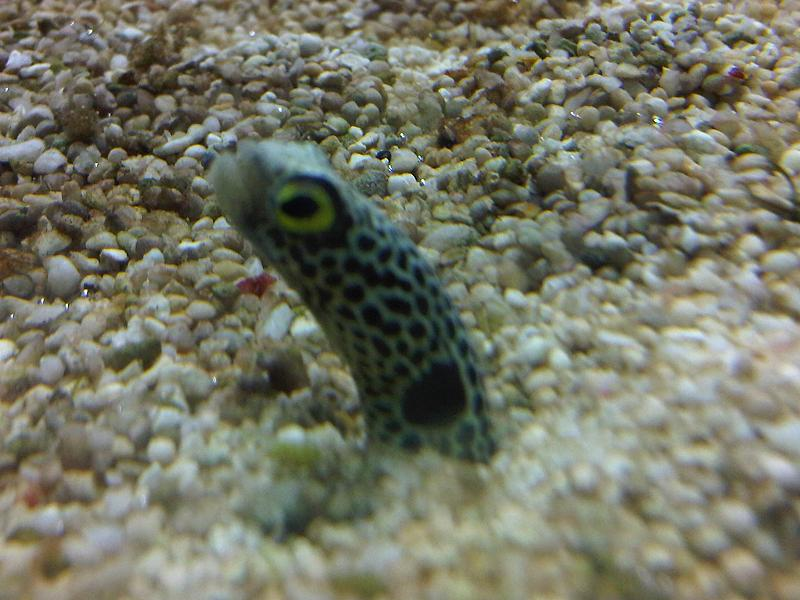
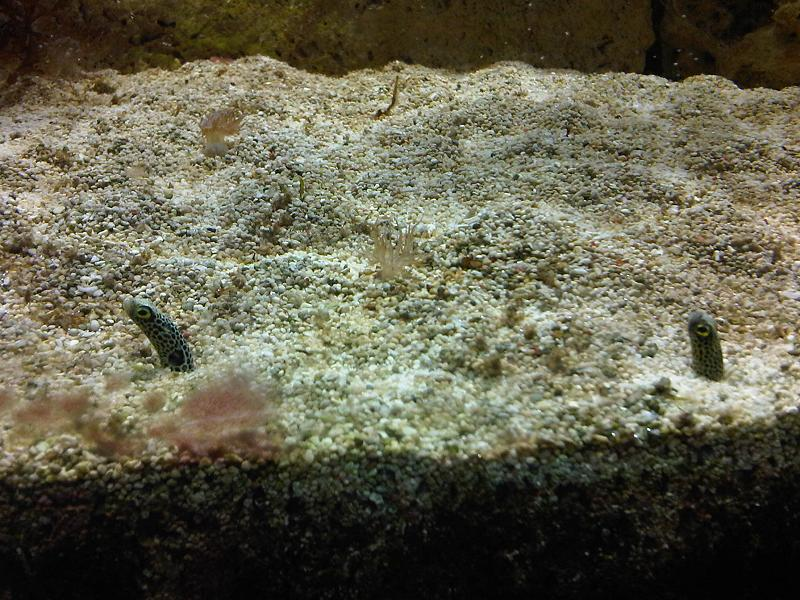
A láthatatlanság a céljuk
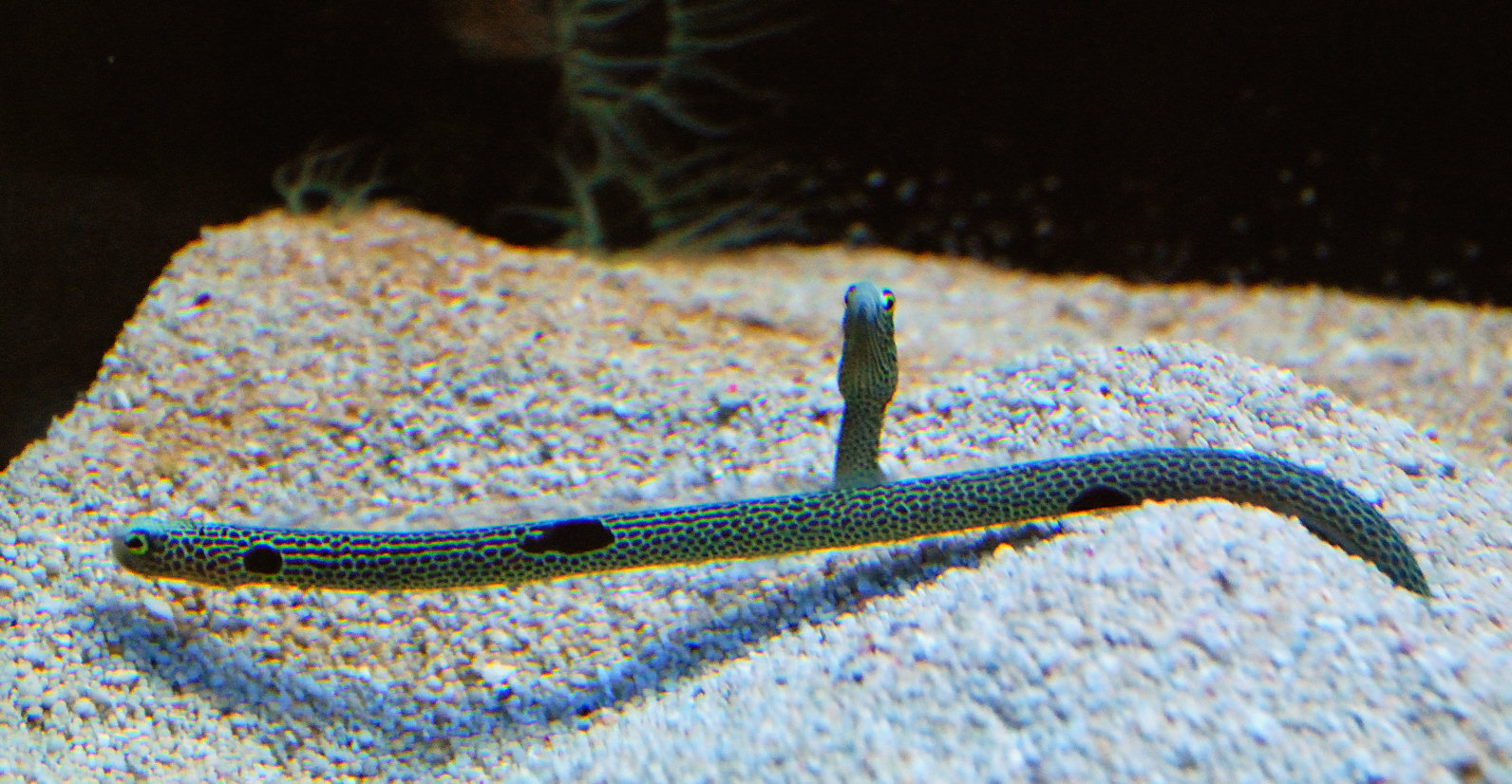
azonban néha túlnyúlik egy-egy